# Municipio de Decatur (condado de Washington)
El municipio de Decatur (en inglés: Decatur Township) es un municipio ubicado en el condado de Washington en el estado estadounidense de Ohio. En el año 2010 tenía una población de 1303 habitantes y una densidad poblacional de 14,38 personas por km².

## Geografía
El municipio de Decatur se encuentra ubicado en las coordenadas 39°18′47″N 81°46′39″O / 39.31306, -81.77750. Según la Oficina del Censo de los Estados Unidos, el municipio tiene una superficie total de 90.63 km², de la cual 90,36 km² corresponden a tierra firme y (0,3 %) 0,27 km² es agua.

## Demografía
Según el censo de 2010, había 1303 personas residiendo en el municipio de Decatur. La densidad de población era de 14,38 hab./km². De los 1303 habitantes, el municipio de Decatur estaba compuesto por el 93,09 % blancos, el 3,45 % eran afroamericanos, el 0,38 % eran amerindios, el 0,31 % eran asiáticos, el 0,38 % eran de otras razas y el 2,38 % eran de una mezcla de razas. Del total de la población el 1,15 % eran hispanos o latinos de cualquier raza.